# Horcajo de la Sierra-Aoslos
Horcajo de la Sierra-Aoslos és un municipi de la Comunitat de Madrid, al Valle Medio del Lozoya. Limita amb Madarcos, Horcajuelo de la Sierra, Piñuécar-Gandullas, Robregordo i La Acebeda.